# Dilbeek
Pour les articles homonymes, voir Dilbeek (homonymie).
Dilbeek (prononcé en néerlandais : /ˈdɪlbeːk/) est une commune néerlandophone de Belgique située en Région flamande dans la province du Brabant flamand.
Elle fait partie du Westrand, le côté ouest de la périphérie bruxelloise.

## Géographie
Dilbeek est issue de la fusion de communes en Belgique au 1er janvier 1977 de Dilbeek, Grand-Bigard, Itterbeek, Schepdael, Bodeghem-Saint-Martin et Chapelle-Saint-Ulric. Dilbeek n'est pas reconnue comme une commune à facilités linguistiques. La commune (qui est frontalière de la région bilingue de Bruxelles-capitale) comprend une minorité francophone d'au moins 35,5 % de la population (représentée par 4 sièges sur 33 au conseil communal). En 2020, la langue française serait la plus parlée dans la commune avec 48,6 % de locuteurs. 
Dilbeek est essentiellement une commune résidentielle aux vastes lotissements de villas. Par ses villages, Dilbeek garde aussi une facette rurale. Par ailleurs, des zonings, des entreprises modernes en bordure du ring, à la limite nord de Grand-Bigard, lui confèrent un aspect industriel. Le revenu moyen de ses habitants lui confère un statut exempt de contraintes budgétaires.

### Sections de la commune
| Code INS | Section               | Habitants | Superf. (km²) | Densité (hab/km²) |
| -------- | --------------------- | --------- | ------------- | ----------------- |
| 23016A   | Dilbeek               | 19 557    | 11,43         | 1.711             |
| 23016B   | Chapelle-Saint-Ulric  | 1 877     | 4,89          | 384               |
| 23016C   | Grand-Bigard          | 8 309     | 5,69          | 1.461             |
| 23016D   | Itterbeek             | 4 841     | 5,42          | 893               |
| 23016E   | Schepdael             | 6 085     | 8,32          | 732               |
| 23016F   | Bodeghem-Saint-Martin | 2 751     | 5,73          | 480               |

### Localités
- Dilbeek: Wolsem
- Itterbeek: Sint-Anna-Pede
- Schepdaal: Sint-Gertrudis-Pede

## Héraldique
|  | La commune possède des armoiries qui lui ont été octroyées le 24 juin 1921 et modifiées le 17 avril 1990. Elles ont été accordées après la fusion avec les autres communes de 1977 et combinent les anciennes armoiries avec des symboles pour les autres villages. Les anciennes armoiries représentent également Itterbeek et Bodeghem-Saint-Martin puisqu'elles appartenaient toutes à la famille Schokaert depuis 1687. Le deuxième quartier montre les armoiries des seigneurs médiévaux de Bijgaarden et représente Grand-Bigard. Le quatrième quartier montre les armes de la famille Fourneau de Cruyckenbourg qui a acquis Schepdael et Chapelle-Saint-Ulric au début du XVIIe siècle. Les armoiries précédentes proviennent de la famille Schokaert qui a acquis le domaine de Dilbeek en 1687. Le seul sceau connu du conseil local date de 1773 et indiquait les armoiries de Schokaert. En 1921, le conseil demanda que ces armoiries soient utilisées pour la commune. Blasonnement : Parti, en 1 d'or à la fasce d'azur surmontée d'une aigle de sable armée, membrée, becquée et lampassée de gueules ; en 2 coupé, au premier d'or au chef échiqueté de gueules et d'argent, au second d'azur semé de billettes d'or au chevron du même brochant sur le tout. - Délibération communale : 19 décembre 1989 - Arrêté de l'exécutif de la communauté : 17 avril 1990 - Moniteur belge : 8 décembre 1990 Source du blasonnement : Heraldy of the World. |

## Politique

### Résultats lors desélections communales de 2024

#### Conseil communal
| Parti | Parti         | Voix | Voix | Sièges  | Sièges | Collège |
| Parti | Parti         | %    | +/-  | Sièges  | +/-    | Collège |
| ----- | ------------- | ---- | ---- | ------- | ------ | ------- |
|       | CD&V-Groen    | 25,3 | Nv   | 10 / 35 | Nv     | Non     |
|       | N-VA          | 25,1 | 0,6  | 10 / 35 | 2      | Oui     |
|       | Blauw Dilbeek | 21,1 | 5,7  | 8 / 35  | 2      | Oui     |
|       | Vlaams Belang | 9,2  | 3,7  | 3 / 35  | 2      | Non     |
|       | UF            | 7    | 3,4  | 2 / 35  | 1      | Non     |
|       | PvdA          | 5    | Nv   | 1 / 37  | Nv     | Non     |
|       | Vooruit       | 4,8  | Nv   | 1 / 35  | Nv     | Non     |
| Total | Total         | 100  | 100  | 37      | 37     |         |

## Démographie

### Démographie: avant la fusion des communes
- Source : DGS recensements population.

### Démographie: commune fusionnée
Graphe de l'évolution de la population de la commune (la commune de Dilbeek étant née de la fusion des anciennes communes de Dilbeek, de Bodeghem-Saint-Martin, de Chapelle-Saint-Ulric, d'Itterbeek, de Grand-Bigard et de Schepdael, les données ci-après intègrent les données des six communes d'avant 1977).
Les chiffres des années 1831 à 1970 tiennent compte des chiffres des anciennes communes fusionnées.
- Source : DGS, de 1831 à 1981 = recensements population ; à partir de 1990 = nombre d'habitants chaque 1er janvier.[5]

## Langue
En 2020, la langue française avec 48,6 % de locuteurs serait la langue la plus parlée à la maison selon Kind & Gezin.
La commune de Dilbeek comptait plus de 27 % de francophones en 1947 mais n'a pas accédé à cette époque au statut de communes à facilités contrairement à Rhode-Saint-Genèse qui comptait à l'époque 26 % de francophones.
L'enquête Kluft Jaspers de 1969 révèle lors de sa parution que la commune comptait plus de 35 % de francophones.
Les fusions de communes entreprises en Belgique dans les années 1970 ont eu pour effet de faire diminuer la part de francophones dans la nouvelle commune de Dilbeek.

## Patrimoine
Au point de vue patrimonial, la commune offre l'intérêt de présenter notamment plusieurs châteaux, dont celui de Grand-Bigard et celui de Sainte-Anne, et d'organiser le Printemps des Tulipes. La maison communale actuelle est un ancien château construit par l'architecte Jean-Pierre Cluysenaar en 1863 sur l'emplacement d'un ancien fort entouré de douves. L'ancienne maison communale était ornée de sgraffites par Gabriel van Dievoet, un exemple d'éclectisme fort à la mode à l'époque. Un autre intérêt de la commune est son musée des trams vicinaux de l'ancienne SNCV. Ce musée est situé chaussée de Ninove à Schepdael.
Les monuments remarquables de la commune sont :
- château de Grand-Bigard
- château La Motte
- château Nieuwermolen
- église de Pede-Sainte-Anne
- église Saint-Ambroise
- maison espagnole
- château de Viron (maison communale)
- moulin de Pede-Sainte-Gertrude
- Musée du Tramway de Schepdael
- Neerhof
- musée Brueghel à Pede-Sainte-Anne
- tour Sainte-Alène.

## Folklore
Cortège carnavalesque le dimanche 14 jours avant Pâques.

## Jumelage
La commune de Dilbeek est jumelée avec :
- Obervellach (Autriche)
- Dalton (États-Unis)
- Franschhoek (Afrique du Sud)
- Stellenbosch (Afrique du Sud)

## Sport
- Le Royal Baudouin Hockey Club, un club de hockey sur gazon.

## Personnages célèbres
- Tony Mary.

- Jacques Brel (qui y a vécu de 1952 à 1958).

- Remco Evenepoel, citoyen d'honneur de Dilbeek depuis 2022.